# Akatsuki (sonda kosmiczna)
Akatsuki (jap. あかつき „świt”) – sonda kosmiczna wystrzelona w ramach japońskiego programu kosmicznego, która stała się sztucznym satelitą Wenus. Głównym zadaniem sondy jest prowadzenie badań struktury i dynamiki atmosfery planety. Sonda została wystrzelona 20 maja 2010 roku, na orbitę Wenus miała wejść 7 grudnia 2010 roku, lecz z powodu awarii, wejście na orbitę nie powiodło się. Sonda pozostała jednak w znacznym stopniu sprawna i przez następne lata okrążała Słońce. W grudniu 2015 roku, przy następnym zbliżeniu do planety, JAXA ponowiła próbę manewru, wprowadzając sondę na daleką orbitę dookoła planety.
W kwietniu 2024 roku wystąpiły problemy z komunikacją z sondą. 29 maja 2024 roku JAXA poinformowała o utracie kontaktu z sondą, co oznacza zakończenie misji.

## Cele naukowe misji
Obecnie cele misji obejmują:
- W dalszej od planety części orbity sonda będzie obserwowała całą planetę, aby lepiej zrozumieć jej chmury, głęboką atmosferę i warunki na powierzchni.
- Bliżej, w odległości mniejszej niż 10 promieni Wenus sonda będzie obserwowała ruchy konwekcyjne atmosfery i rozkład prędkości ruchów w chmurach.
- W pobliżu perycentrum orbity Akatsuki będzie obserwować warstwową strukturę chmur z bocznej perspektywy.
- Przebywając w cieniu planety orbiter będzie monitorował występowanie piorunów i światło rozproszone.
- Ponadto sonda będzie prześwietlała warstwy chmur wenus z użyciem fal radiowych.

Pierwotny plan zakładał ponadto obserwacje powierzchni planety i poszukiwanie czynnych wulkanów, jednak planowana orbita przebiegała dużo bliżej planety. Sonda miała przybyć do Wenus w czasie, gdy planetę okrążał jeszcze europejski orbiter Venus Express, dzięki czemu obserwacje obu sond uzupełniałyby się.

## Konstrukcja sondy
Kadłub sondy ma kształt prostopadłościanu. Dwa skrzydła ogniw słonecznych, każde o powierzchni 1,4 m², przymocowane są do przeciwległych boków sondy. Skrzydła mogą rotować wokół jednej osi, tak żeby stale być zwróconym ku Słońcu, niezależnie od orientacji kadłuba sondy. Na orbicie wokół Wenus będą one dostarczać energię o mocy 1200 W. Energia ta posłuży do ładowania baterii pokładowych oraz może być wykorzystywana bezpośrednio.
Sonda posiadała pojedynczy główny silnik manewrowy z nowego typu dyszą wykonaną z materiału ceramicznego, o ciągu 500 N na dwuskładnikowy materiał pędny (hydrazyna i tetratlenek diazotu). Dysza uległa jednak zniszczeniu przy pierwszej próbie wejścia na orbitę. Ponadto sonda ma zestaw 12 silników systemu sterowania reakcyjnego (8 silników o ciągu 23 N i 4 silniki o ciągu 3 N) zasilanych jednoskładnikowym paliwem – hydrazyną. Sonda jest stabilizowana trójosiowo. Kontrolę położenia w przestrzeni zapewniają cztery koła reakcyjne – dwa o momencie pędu wynoszącym 20 N m s i dwa o momencie pędu 4 N m s. W skład czujników systemu kontroli położenia wchodzą żyroskopy, szukacze gwiazd i Słońca oraz przyspieszeniomierze.
Łączność z sondą zapewnia przymocowana do boku kadłuba antena szczelinowa o wysokim zysku i średnicy 1,6 m z transponderem w paśmie X o mocy 20 W. Gdy antena główna nie jest skierowana w kierunku Ziemi do łączności służą dwie anteny tubowe o średnim zysku (do przekazu na Ziemię danych o funkcjonowaniu sondy) i dwie anteny o niskim zysku (do odbioru komend z Ziemi). Szybkość transmisji danych na Ziemię będzie zależeć od odległości do sondy i wynosi 4 kb/s przy 1,5 au, 8 kb/s przy 1,1 au, 16 kb/s przy 0,7 au i 32 kb/s przy 0.5 au.
Kontrola termiczna zapewniana jest przez wielowarstwową izolację, radiatory i grzejniki, które utrzymują temperaturę wewnątrz sondy poniżej 20 °C.

### Instrumenty naukowe
| Eksperyment                                                                               | Konstrukcja instrumentu | Zadania |
| ----------------------------------------------------------------------------------------- | --- | --- |
| 1-micron Camera (IR1) – kamera podczerwieni zakresu 1 μm                                  | Kamera o ogniskowej 84,2 mm (f/4) i polu widzenia 12°. Detektor z matrycy CSD/CCD o rozdzielczości 1024 × 1024 pikseli, schłodzony do 260 K. Obserwacje w trzech zakresach długości fal o centrum w 0,90, 0,97 i 1,01 μm. Masa: 6 kg.             | Obserwacje dolnej warstwy chmur i powierzchni planety. Poszukiwanie czynnych wulkanów. Pomiar zawartości pary wodnej poniżej warstwy chmur.                                                                                   |
| 2-micron Camera (IR2) – kamera podczerwieni zakresu 2 μm                                  | Kamera o ogniskowej 84,2 mm (f/4) i polu widzenia 12°. Detektor z matrycy CSD/CCD o rozdzielczości 1024 × 1024 pikseli, schłodzony do 65 K. Obserwacje w pięciu zakresach długości fal o centrum w 1,65, 1,735, 2,02, 2,26 i 2,32 μm. Masa: 9 kg. | Obserwacje cyrkulacji atmosferycznej i dystrybucji tlenku węgla na wysokości 35 – 50 km nad powierzchnią planety. Pomiar rozmiaru cząstek tworzących chmury. Pomiar wysokości szczytu chmur. Obserwacje światła zodiakalnego. |
| Longwave Infrared Camera (LIR) – kamera podczerwieni zakresu długofalowego                | Kamera o f/1,4, polu widzenia 12° i zdolności rozdzielczej 0,05°. Detektor z niechłodzonej matrycy mikrobolometrów o rozdzielczości 240 × 240 pikseli. Obserwacje w zakresie długości fal 8 – 12 μm. Masa: 3,7 kg.                                | Pomiar temperatury szczytów chmur i ich wysokości. |
| Ultraviolet Imager (UVI) – kamera ultrafioletu                                            | Kamera o polu widzenia 12°. Detektor z matrycy CCD o rozdzielczości 1024 × 1024 pikseli. Obserwacje w dwóch zakresach długości fal o centrum w 283 i 365 nm. Masa: 3,4 kg.                                                                        | Obserwacje szczytowych warstw chmur i mgieł. Obserwacje przestrzennej dystrybucji ditlenku siarki i niezidentyfikowanej substancji absorbującej światło słoneczne na poziomie szczytowej warstwy chmur.                       |
| Lightning and Airglow Camera (LAC) – kamera do obrazowania błyskawic i poświaty atmosfery | Kamera o polu widzenia 16°. Detektor z wieloanodowej fotodiody lawinowej w postaci matrycy 8 × 8 pikseli. Obserwacje w pięciu zakresach długości fal o centrum w 542,5, 545,0, 557,7, 630,0 i 777,4 nm. Masa: 1,5 kg.                             | Obserwacja na nocnej stronie dysku planety błysków wyładowań atmosferycznych i poświaty atmosfery pochodzącej z reakcji chemicznych.                                                                                          |
| Radio Science (RS) – eksperyment radiowy                                                  | Nadajnik radiowy w paśmie X (8,4 Ghz), antena i ultrastabilny oscylator na pokładzie sondy. System odbiorczy w centrum łączności kosmicznej w Usuda.                                                                                              | Pomiary struktury wertykalnej temperatury atmosfery, gęstości par kwasu siarkowego i gęstości elektronowej jonosfery. Badanie struktury korony słonecznej.                                                                    |

Kontrolę pracy czterech kamer (IR1, IR2, UVI i LIR) zapewnia element Sensor Digital Electronics Unit (DE), w skład którego wchodzi też rejestrator danych o pojemności 512 MB. Element DE steruje sekwencją pracy każdej z kamer i odbiera z nich surowe dane, które następnie poddaje operacjom przetwarzania arytmetycznego i kompresji. Zajmuje się on także formatowaniem i pakietowaniem danych naukowych i telemetrycznych. Masa elementu DE wynosi 4,6 kg.

## Planowany przebieg misji

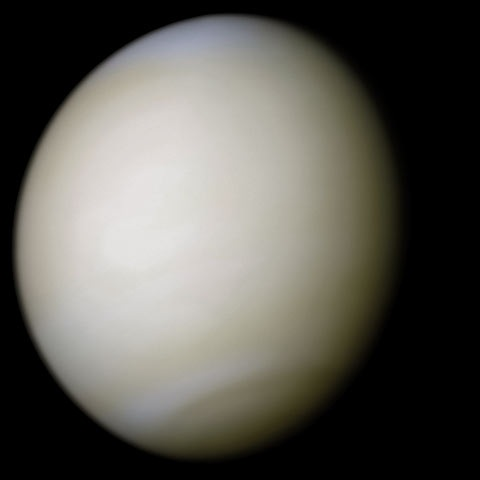
Obserwacje atmosfery Wenus są głównym zadaniem misji sondy Akatsuki

Planowana orbita docelowa sondy Akatsuki wokół Wenus miała mieć perycentrum w odległości 300 km od powierzchni planety, apocentrum 79 000 km, nachylenie 172° i okres obiegu 30 h. Kierunek ruchu orbitalnego wokół Wenus miał być zgodny z kierunkiem rotacji atmosfery. Przez około 20 h podczas każdej orbity, gdy sonda miała znajdować się w pobliżu apocentrum, jej prędkość kątowa miała być w przybliżeniu zsynchronizowana z prędkością superrotacji atmosfery planety. Co 2 h kamery sondy miały wykonywać obejmujące cały glob fotografie atmosfery i powierzchni Wenus. W pobliżu perycentrum miały być wykonywane obserwacje mniejszych obszarów planety i krawędzi jej tarczy. Podczas przebywania w cieniu planety, kamera LAC miała poszukiwać światła pochodzącego z wyładowań atmosferycznych i słabej poświaty atmosfery. Eksperyment radiowy miał być przeprowadzany gdy sonda, z punktu widzenia Ziemi, była zakryta przez Wenus.
Obserwacje Wenus wykonywane przez sondę Akatsuki miały się wzajemnie uzupełniać z badaniami wykonywanymi przez sondę Venus Express, która od kwietnia 2006 roku do stycznia 2015 znajdowała się na orbicie wokół tej planety. Ułatwiłoby to interpretację zebranych danych oraz umożliwiło poszukiwanie zmienności stanu atmosfery planety zachodzącej w skali wielu lat. Misja na orbicie wokół Wenus zaplanowana była na minimum dwa lata. Głównym czynnikiem ograniczającym czas funkcjonowania sondy jest stopniowa degradacja baterii pokładowych.
Wraz z sondą Akatsuki rakieta nośna wprowadziła jako ładunki dodatkowe:
- Na niską orbitę okołoziemską 3 satelity typu CubeSat: Waseda-SAT2, Hayato i Negai.
- Na orbitę heliocentryczną dwie eksperymentalne sondy – IKAROS i UNITEC-1.

Planowany koszt misji wynosi 275 mln USD.
Podczas lotu w kierunku Wenus przeprowadzane były obserwacje światła zodiakalnego i obłoków pyłu międzyplanetarnego.

## Przebieg misji

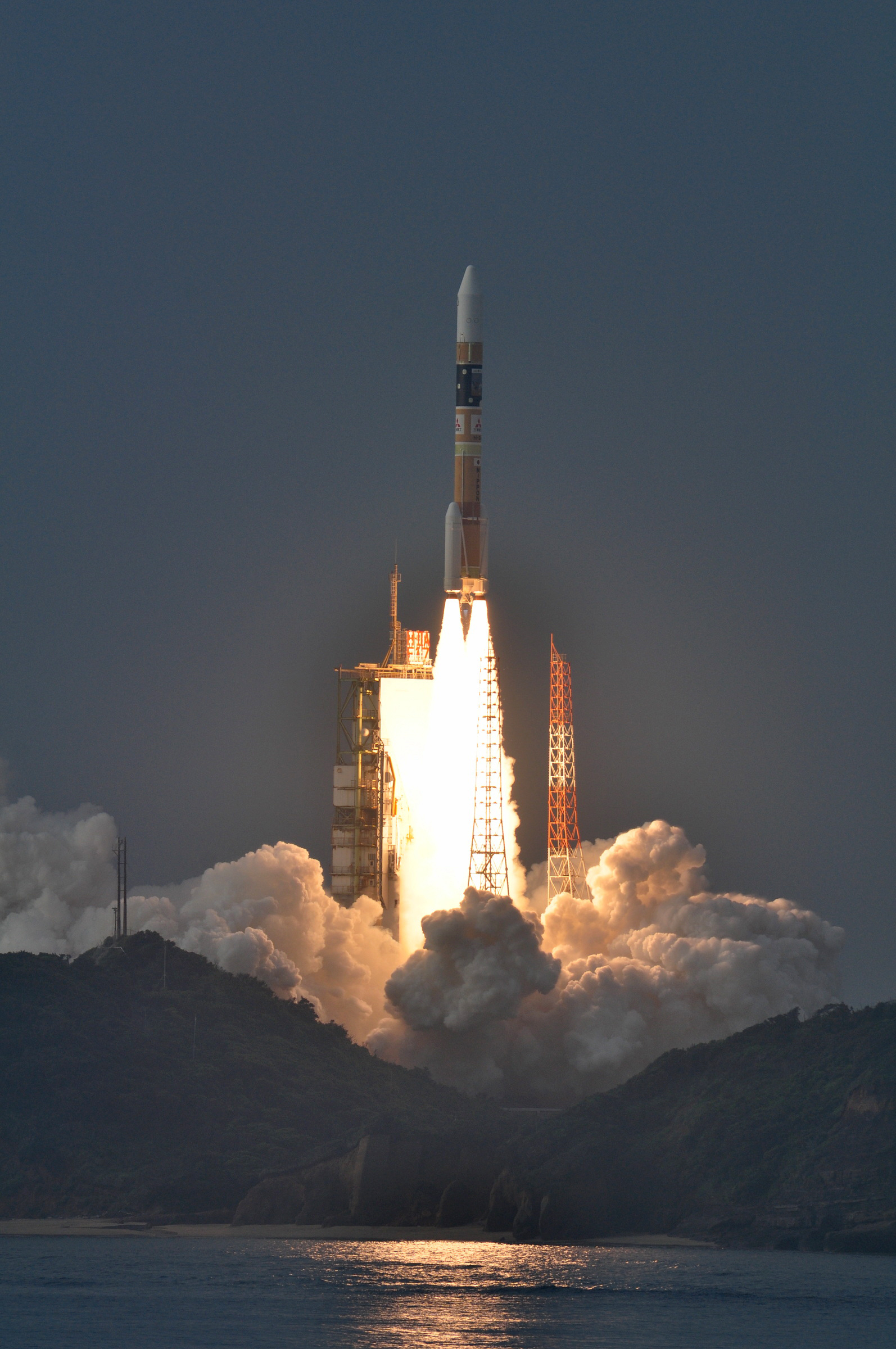
Start rakiety H-IIA z sondą Akatsuki

Po starcie z kosmodromu Tanegashima w dniu 20 maja 2010 roku, rakieta nośna H-IIA (202) (lot F17) wprowadziła sondę na prowadzącą ku Wenus orbitę heliocentryczną o peryhelium 0,72 au, aphelium 1,07 au i nachyleniu względem ekliptyki 2,0°. 21 maja 2010 roku, gdy Akatsuki znajdowała się w odległości około 250 000 km od Ziemi, sonda wykonała testowe zdjęcia naszej planety przy użyciu kamer IR1, UVI i LIR.
28 czerwca 2010 roku przy użyciu silnika głównego wykonano korektę trajektorii lotu sondy (Δv ≈ 12 m/s).

### Niepowodzenie manewru wejścia na orbitę
Po trwającym ponad 6 miesięcy locie, 6 grudnia 2010 roku o 23:49:00 UTC, gdy sonda zbliżyła się na odległość 550 km od Wenus, rozpoczął się mający trwać 12 minut, manewr wejścia na orbitę. Po potwierdzeniu odpalenia silnika głównego Akatsuki została zakryta przez tarczę planety, co spowodowało przewidzianą na 22 minut utratę kontaktu z Ziemią. Łączność nie została ponownie nawiązana w planowanym czasie, lecz 7 grudnia 2010 roku o 01:28 UTC. Analiza przesłanych danych wykazała, że w 2 min 23 s po odpaleniu silnika, sonda wpadła w niekontrolowany ruch obrotowy, który spowodował wejście jej w tryb awaryjny (safe mode) i przedwczesne wyłączenie silnika. W konsekwencji sonda nie weszła na orbitę wokół planety, lecz pozostała na orbicie heliocentrycznej. Ustalono, że Akatsuki zbliży się ponownie na niewielką odległość do Wenus w grudniu 2015 roku. Jeśli do tego czasu systemy sondy pozostałyby sprawne, możliwe było ponowienie próby wejścia na orbitę wokół planety.
Agencja JAXA powołała komisję dochodzeniową mającą zbadać przyczyny niepowodzenia manewru wejścia na orbitę wokół Wenus, według której problem został spowodowany przez nieprawidłowo działający zawór w systemie paliwowym, co doprowadziło do uszkodzenia dyszy silnika głównego.

### Przebieg misji po przelocie obok Wenus
7 września i 14 września 2011 roku JAXA przeprowadziła dwa kilkusekundowe testy uszkodzonego silnika głównego sondy, których celem było określenie charakterystyki jego pracy. Okazało się, że silnik uzyskiwał ciąg tylko około 40 N, znacznie mniejszy od zakładanego. W rezultacie zdecydowano o rezygnacji z dalszych prób jego użycia. Do dalszych manewrów zostaną użyte silniki systemu sterowania reakcyjnego (RCS). W październiku wydano komendy zrzucenia ze zbiorników zbędnego utleniacza, co zmniejszyło masę sondy. W dniach 1, 10 i 21 listopada 2011 roku, gdy sonda znajdowała się w pobliżu peryhelium swej orbity, przeprowadzono serię trzech manewrów korekcyjnych z użyciem silników RCS. Doprowadzą one do ponownego zbliżenia Akatsuki do Wenus.

### Drugi manewr wejścia
Ustalono, że sonda może wejść na orbitę wokół planety 7 grudnia 2015 roku. Apocentrum dostępnej orbity znajduje się jednak pięciokrotnie dalej, niż pierwotnie zakładano, co ogranicza rozdzielczość obserwacji sondy. Także obserwacje w pobliżu perycentrum, o największej rozdzielczości, ze względu na dłuższy okres orbitalny mogą być wykonywane znacznie rzadziej.
Ze względu na uszkodzenie głównego silnika, manewr wejścia na orbitę został przeprowadzony z użyciem silniczków sterowania reakcyjnego. Manewr zakończył się powodzeniem i sonda znalazła się na orbicie wokół planety.